# Barbara Kistler
Barbara Anna Kistler, född 21 november 1955 i Zürich i Schweiz, död i januari 1993 i Tunceli i Turkiet, var en schweizisk maoist och revolutionär. Hon var medlem av Turkiets kommunistiska parti/marxist-leninisterna (TKP/ML).
Kistler gick med i en politisk grupp som försökte att etablera ett kommunistiskt parti i Schweiz. År 1980 träffade hon en grupp turkiska kommunister som hade flytt till Schweiz i samband med statskuppen. År 1986 fick hon kontakt med sympatisörer till TKP/ML. Fem år senare, i maj 1991, greps Kistler i Turkiet tillsammans med några partikamrater. Fyra månader senare frigavs hon och återvände till Schweiz. Hon beslutade sig dock för att åter resa till Turkiet; hon gick där med i Arbetarnas och böndernas frihetsarmé (TKP-ML-TIKKO), TKP/ML:s väpnade gren. Hon dödades i provinsen Tunceli i januari 1993.